# Theronia flava
Theronia flava är en stekelart som beskrevs av Gupta 1962. Theronia flava ingår i släktet Theronia och familjen brokparasitsteklar. Inga underarter finns listade i Catalogue of Life.